# Corejido
Corejido (llamada oficialmente Santo Estevo de Corexido) es una parroquia y un lugar del municipio español de La Vega, en la provincia de Orense, Galicia.

## Toponimia
La parroquia también es conocida por los nombres de San Esteban de Corejido, San Esteban de Corexido y San Estevo de Corexido.

## Organización territorial
La parroquia está formada por dos entidades de población, constando una de ellas en el nomenclátor del Instituto Nacional de Estadística español:
- A Barriada
- Corexido

## Demografía
Gráfica demográfica del lugar y parroquia de Corejido según el INE español:
| Gráfica de evolución demográfica de Corejido entre 2000 y 2023 |
|                                                                |
| Datos según el nomenclátor publicado por el INE.               |